# Темербаев, Салик Темербаевич

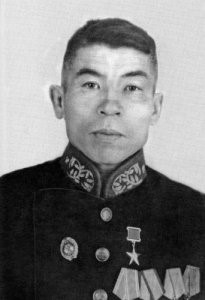
Фотография на пенсии

Темирбаев Салик Темирбаевич (1909—2004), навалоотбойщик шахты «Пионерка» треста «Беловоуголь» комбината «Кузбассуголь», Герой Социалистического Труда.

## Биография
Происходит из рода канжыгалы племени аргын. Темирбаев Салик Темирбаевич родился в селе Кзыл-Тапмаксимо Павлодарской области в крестьянской семье. Когда в Казахстане были созданы колхозы, семья Темирбаевых вступила в колхоз. Там и работал Салик. В 1931 году С. Т. Темирбаев вместе с братьями приехал в город Киселевск, где они устроились работать проходчиками на шахту. В 1932 году Салик Темирбаевич переезжает в рабочий поселок Белово (в н.в. г. Белово). Беловский райком ВЛКСМ по комсомольской путевке направил его на строительство шахты «Пионерка». По окончании строительства бригада строителей, в том числе и Темирбаев, осталась работать на шахте.
Трудовую деятельность на шахте С. Т. Темирбаев начал в комсомольско-молодежной бригаде Г. Г. Попова. Коллектив постоянно наращивал темп работы, нормы выработки постоянно перевыполнялись. Активно поддержано было на шахте стахановское движение. На первых же тоннах добытого угля Салик Темирбаев показал образец отношения к работе. За высокую производительность труда, систематическое перевыполнение норм выработки, сменных нарядов и плана в марте 1936 года С. Т. Темирбаеву было присвоено звание стахановца.
За доблестный труд в течение многих лет на шахте «Пионерка» Салик Темирбаевич награждён орденом Трудового Красного Знамени, медалью «За трудовую доблесть», юбилейной медалью в честь 100-летия со дня рождения В. И. Ленина. Указом Президиума Верховного Совета СССР за выдающиеся успехи в деле развития угольной промышленности в годы пятой пятилетки С. Т. Темирбаев в 1957 году удостоен звания Героя Социалистического Труда с вручением ордена Ленина и золотой медали «Серп и Молот».